# Dolicholana porcellana
Dolicholana porcellana là một loài chân đều trong họ Cirolanidae. Loài này được Barnard miêu tả khoa học năm 1936.